# Japan Soccer League 1967
La temporada 1967 de la Japan Soccer League fue el tercer campeonato de Primera División del fútbol japonés organizado por la Japan Soccer League. El torneo se desarrolló en una rueda de todos contra todos desde el 9 de abril de 1967 y el 26 de noviembre de 1967. 
Toyo Kogyo gana el título por tercera vez en su historia.

## Clasificación
| Pos | Equipo            | Pts | PJ | G  | E | P  | GF | GC | DIF  |
| --- | ----------------- | --- | -- | -- | - | -- | -- | -- | ---- |
| 1.  | Toyo Kogyo        | 22  | 14 | 10 | 2 | 2  | 37 | 16 | ＋22 |
| 2.  | Furukawa Electric | 20  | 14 | 8  | 4 | 2  | 39 | 22 | ＋12 |
| 3.  | Mitsubishi Motors | 19  | 14 | 9  | 1 | 4  | 38 | 19 | ＋19 |
| 4.  | Yawata Steel      | 18  | 14 | 8  | 2 | 4  | 29 | 22 | ＋7  |
| 5.  | Yanmar Diesel     | 14  | 14 | 6  | 2 | 6  | 28 | 27 | ＋1  |
| 6.  | Hitachi           | 12  | 14 | 5  | 2 | 7  | 26 | 27 | －1  |
| 7.  | Nippon Kokan      | 5   | 14 | 2  | 1 | 11 | 16 | 40 | －24 |
| 8.  | Toyota Industries | 2   | 14 | 0  | 2 | 12 | 12 | 52 | －40 |

|  |            |
|  | Campeón.   |
|  | Promoción. |

### Promoción
| JSL               | Ida | Vuelta | Copa Amateur                 |
| ----------------- | --- | ------ | ---------------------------- |
| Nippon Kokan      | 2-3 | 3-2    | Toyota Motors (Subcampeón)   |
| Toyota Industries | 0-3 | 0-3    | Nagoya Mutual Bank (Campeón) |

Nagoya Mutual Bank asciende, Toyota Industries desciende.